# The Associate
The Associate (bra: O Sócio; prt: O Sócio Perfeito) é um filme de comédia de 1996 estrelado por Whoopi Goldberg, junto com Dianne Wiest, Eli Wallach, Timothy Daly, Bebe Neuwirth, Austin Pendleton e Lainie Kazan. O filme é um remake do filme homônimo  francês L'Associé, de 1979, que, por sua vez, foi baseado no livro de Jenaro Prieto, El Socio, publicado em 1928.
The Associate faz críticas a socidede machista e ao sexismo, mostrando a luta de uma mulher batalhadora, que tenta se estabelecer no mundo das finanças (dominado por "homens brancos de terno"), enfrentando barreiras raciais e sociais.[carece de fontes?]

## Enredo
Analista financeira Laurel Ayres é uma mulher inteligente e única a tentar chegar até as corporações em Wall Street, até que um dia ela descobre que é preterida para uma promoção porque é uma mulher. Incapaz de encarar o fato de que é preterida por homem menos inteligente e sexista (Frank), e que tornou-se o chefe dela, ela sai e tenta iniciar a sua própria empresa apenas para descobrir que o mundo dominado pelos homens de Wall Street não está interessado em assumir uma mulher afro-americana a sério, e, portanto, é forçada a criar um homem branco ficcional (Robert S. Cutty), a fim de ser julgado em seus próprios méritos. Sabedoria financeira de Ayres é acompanhada pela sua secretária inteligente e "computadora-humana" Sally Dugan, que também não foi devidamente reconhecida por seus talentos. Juntos, elas são capazes de se tornar as mais bem sucedidas corretoras independentes em todo o mundo ao mesmo tempo ajudam uma empresa de informática de alta tecnologia que luta para manter-se à tona.
No entanto, o ardil, eventualmente, tem problemas, como Cutty ainda está recebendo o crédito para grandes idéias de Ayres, e competindo empresas e jornalistas dos tablóides estão dispostos a fazer qualquer coisa para trazer o rico e indescritível Cutty para o público e do seu lado. Assim Ayres é obrigada a obter a seu melhor amigo (que trabalha em uma boate como um imitador do sexo feminino) para criar um disfarce eficaz aos moldes de Marlon Brando para tentar enganar os opositores, quando isso falha, ela e Dugan decidem matar Cutty e serem acusados de seu assassinato. Frank descobre a farsa e finge que ele é agora o homem frente a mundialmente famosa Cutty.
O filme termina com Ayres vestindo o disfarce de Cutty uma última vez para participar de uma reunião do clube de cavalheiros exclusivos para aceitar prêmios da Cutty e se desmascarar, a fim de ensinar a indústria dominada pelos homens dos males da discriminação racial e sexual. A Ayers é finalmente dado o crédito por seu trabalho e cria um império de negócios enorme com seus amigos no leme. Frank tenta conseguir um emprego com o negócio, apenas para ser desprezado agora.

## Elenco
- Whoopi Goldberg como Laurel Ayres / Sr. Robert S. Cutty
- Dianne Wiest como Sally Dugan
- Eli Wallach como Donald Fallon
- Tim Daly como Frank Peterson
- Bebe Neuwirth como Camille Scott
- Austin Pendleton como Aesop Franklin
- Lainie Kazan como Cindy Mason
- George N. Martin como Walter Manchester
- Kenny Kerr como Charlie
- Lee Wilkof como Bissel
- Željko Ivanek como agente Tompkins
- Colleen Camp Wilson como detetive Jones
- Jerry Hardin como Harley Mason
- Allison Janney como Sandy
- Larry Gilliard Jr. como Thomas
- Vincent Laresca como José
- Jonathan Freeman como executivo no jogo de hóquei
- John Rothman como executivo na pista de corrida

Cameos
- Donald Trump (como ele mesmo): tira os seus bens da empresa de Frank, para investi-los na empresa de Cutty / Laurel.
- Johnny Miller (como ele mesmo): usado por Laurel, que convence outro bilionário a investir em Cutty, dando-lhe a oportunidade de jogar uma partida de golfe com Johnny.
- Sally Jessy Raphael (como ela mesma): entevistando Camille em seu talk-show, Sally.

## Produção

### Desenvolvimento
O filme é um remake do filme francês homônimo de 1979, dirigido por René Gainville, que, por sua vez, foi baseado no romance The Partner de 1928, dirigido por Jenaro Prieto.[carece de fontes?]

### Trilha sonora
O álbum com a trilha sonora de The Associate foi lançado em 15 de outubro de 1996 pela Motown Records. A trilha sonora inclui Queen Latifah, Sophie B. Hawkins, Wynonna Judd, Tamia, CeCe Peniston, Kate Pierson e Cindy Wilson (ambas dos B-52s), a jaimacana Patra e a cantora sueca Louise Hoffsten.[carece de fontes?]

## Recepção

### Bilheteria
The Associate estreou nos cinemas em 25 de outubro de 1996 em 1.781 locais e faturou US$ 4.261.304 em seu primeiro fim de semana, ocupando o sexto lugar nas bilheterias domésticas. No final de sua exibição, o filme arrecadou US$ 12.844.057 no mercado interno.

### Critica
Peter Stack do San Francisco Chronicle encontra em Goldberg "muito engraçada em seu esquema, que inevitavelmente sai pela culatra" e opina que "são os personagens periféricos que dão graça ao filme."[carece de fontes?]
Em contraste, Roger Ebert escrevendo no Chicago Sun-Times, deu a este filme duas estrelas, chamando-lhe "uma reciclagem sem inspiração da fórmula Tootsie. Embora o filme "pontuações alguns bons pontos contra a hierarquia machista do mundo dos negócios ", Ebert é finalmente convencido pelo personagem Cutty.[carece de fontes?]